# Luxembourg
Luxembourg (phiên âm: Lúc-xăm-bua, Lúc-xem-bua hoặc Luých-xăm-bua), tên đầy đủ là Đại công quốc Luxembourg (tiếng Luxembourg: Groussherzogtum Lëtzebuerg; tiếng Pháp: Grand-Duché de Luxembourg; tiếng Đức: Großherzogtum Luxemburg) là một quốc gia nhỏ nằm trong lục địa ở Tây Âu, giáp với Bỉ, Pháp, và Đức.
Luxembourg là một nước theo dân chủ đại nghị và quân chủ lập hiến, được cai trị bởi một đại công tước và là đại công quốc duy nhất còn tồn tại trên thế giới. Đất nước có một nền kinh tế phát triển cao, với GDP bình quân đầu người cao nhất trên thế giới (135,321 USD/người/năm). Luxembourg là thành viên sáng lập của Liên minh châu Âu, NATO, Liên hợp quốc, Benelux và Liên minh Tây Âu, phản ánh xu thế chính trị của việc hội nhập kinh tế, chính trị và quân sự. Thành phố Luxembourg, thủ đô và là thành phố lớn nhất, là nơi đặt trụ sở của một số cơ quan và đại diện của Liên minh châu Âu.
Luxembourg nằm giữa biên giới văn hóa của châu Âu gốc Rôman và châu Âu gốc German, vay mượn phong tục tập quán từ những truyền thống rất khác nhau. Luxembourg là một nước với ba thứ tiếng; tiếng Pháp, tiếng Đức và tiếng Luxembourg là những ngôn ngữ chính thức. Mặc dù là một nước thế tục, phần đông người dân Luxembourg theo đạo Công giáo Rôma.

## Lịch sử
Luxembourg là một phần lãnh thổ trong đế quốc của Charlemagne. Lịch sử được ghi lại của Luxembourg bắt đầu với việc chiếm được Lucilinburhuc (ngày nay là lâu đài Luxembourg) bởi Siegfried, Bá tước xứ Ardennes vào năm 963. Tên hiện nay của Luxembourg có nguồn gốc từ tên trước đây Lucilinburhuc. Xung quanh đồn này, một thị trấn dần dần phát triển, và trở thành trung tâm của một nước nhỏ nhưng quan trọng về mặt chiến lược. Năm 1214, lãnh thổ này được nâng lên thành Bá quốc Luxemburg, đến năm 1353 lại được nâng lên thành Công quốc. Vào năm 1437, Hoàng gia Luxembourg khủng hoảng về vấn đề thừa kế, bắt đầu bởi việc thiếu một người con trai nối ngôi, dẫn đến việc vùng đất này bị bán cho Philippe Tốt bụng của xứ Burgundy. Vào các thế kỉ theo sau đó, đồn Luxembourg được mở rộng liên tục và gia cố thêm bởi những chủ nhân kế tiếp nhau, nhà Bourbon, nhà Habsburg, nhà Hohenzollern và người Pháp, cùng với một số khác. Sau khi Napoléon thất bại vào năm 1815, Luxembourg bị tranh giành bởi Phổ và Hà Lan. Hội nghị Wien đã thành lập Luxembourg như là một Đại công quốc liên hiệp với Hà Lan. Luxembourg cũng là thành viên của Liên minh các quốc gia Đức, với một đồn Liên minh đóng bởi lính Phổ.
Cách mạng Bỉ năm 1830–1839 đã làm lãnh thổ của Luxembourg bị giảm đi hơn một nửa, vì đa phần lãnh thổ nói tiếng Pháp thuộc phía tây được chuyển nhượng cho Bỉ. Nền độc lập của Luxembourg được khẳng định một lần nữa vào năm 1839 bởi Hiệp ước London thứ nhất. Cũng cùng năm đó, Luxembourg gia nhập Zollverein. Nền độc lập và sự trung lập của Luxembourg lại được khẳng định vào năm 1867 bởi Hiệp ước London thứ hai, sau cuộc khủng hoảng Luxembourg làm chiến tranh gần như nổ ra giữa Phổ và Pháp. Sau sự mâu thuẫn được kể trên, đồn của liên minh đã bị tháo dỡ.
Vua Hà Lan vẫn là Người lãnh đạo nhà nước như là Đại công tước xứ Luxembourg, duy trì mối liên hệ dân tộc giữa hai nước cho đến năm 1890. Vào lúc William III, ngôi Công tước được truyền cho con gái ông là Wilhelmina, trong khi Luxembourg (vào thời điểm đó chỉ giới hạn cho người nối ngôi là nam bởi Hiệp định Gia đình Nassau) được truyền cho Adolph xứ Nassau-Weilburg.

Ba lần phân chia Luxembourg đã làm giảm đáng kể lãnh thổ của Luxembourg

Luxembourg bị xâm lược và chiếm đóng bởi quân Đức trong Chiến tranh thế giới thứ nhất nhưng được phép giữ độc lập và cơ chế chính trị. Nó lại bị xâm lược và chiếm đóng trong Chiến tranh thế giới thứ hai vào năm 1940, và chính thức bị sáp nhập vào Đế chế thứ ba vào năm 1942.
Trong suốt Chiến tranh thế giới thứ hai, Luxembourg đã bãi bỏ chính sách trung lập, khi nước này tham dự phe Đồng Minh đánh lại quân Đức. Chính phủ lưu vong của nước này đã trú tại London, thiết lập một nhóm quân tình nguyện nhỏ tham dự trận đánh Normandy. Nó trở thành một thành viên sáng lập Liên hợp quốc vào năm 1946, và khối NATO vào năm 1949. Vào năm 1957, Luxembourg trở thành một trong sáu nước thành lập Cộng đồng Than và Thép châu Âu (sau này là Liên minh châu Âu) vào năm 1999, tham dự khu vực sử đụng tiền euro.
Năm 1964, Nữ Đại công tước Charlotte thoái vị và nhường ngôi cho con trai là Thái tử Jean. Năm 2000, con trai Đại công tước Jean là Henri lên kế vị. Vai trò lãnh đạo đời sống chính trị vẫn thuộc về đảng Xã hội Thiên chúa giáo, Jacques Santer giữ chức Thủ tướng từ năm 1984 đến 1995, rồi đến Claude Juncler trở thành người kế nhiệm từ năm 1995. Quốc hội Luxembourg phê chuẩn hiệp ước Maastricht chuẩn bị cho việc hội nhập kinh tế vào Liên hiệp châu Âu vào tháng 7 năm 1992. Tháng 10 năm 2000, Thái tử Henri tuyên thệ nhậm chức Đại công tước thay thế cha là Đại công tước Jean. Năm 2002, Luxembourg chính thức sử dụng đồng euro.
Vào năm 2005, một trưng cầu dân ý về hiến pháp chung châu Âu đã được tổ chức ở Luxembourg.

## Kinh tế

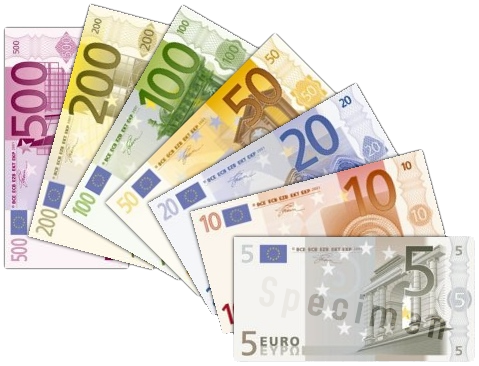
Luxembourg gia nhập khu vực đồng tiền chung eurozone năm 1999.

Kinh tế Luxembourg là nền kinh tế phát triển, lĩnh vực chủ yếu là ngân hàng và thép. Luxembourg có GDP bình quân đầu người cao nhất thế giới, đạt mức 125.923 USD/người (2021), GDP đạt 60.984 tỉ USD (đứng thứ 75 thế giới và đứng thứ 25 châu Âu).
Trong những năm qua, Luxembourg luôn là một trong những nước có tốc độ tăng trưởng cao nhất trong EU. Các lĩnh vực thế mạnh là thương mại, dịch vụ ngân hàng, bảo hiểm, hoá chất cao su, nhựa, sản xuất thép, thực phẩm. Khu vực dịch vụ nói chung và dịch vụ tài chính ngân hàng nói riêng là động lực chính thúc đẩy nền kinh tế tăng trưởng (Tài chính – ngân hàng hiện đóng góp 28% GDP của Luxembourg).
Cơ cấu GDP: nông nghiệp 1%, công nghiệp 14% và dịch vụ 85% (2007).
Các bạn hàng chủ yếu của Luxembourg là Bỉ, Pháp, Đức, Italia, Hà Lan, Mỹ. Điều đáng chú ý là cán cân thương mại (hàng hoá) của Luxembourg thường xuyên thâm hụt, tuy nhiên cán cân thanh toán lại thặng dư, nhờ thu hút được nhiều luồng tài chính từ bên ngoài. Luxembourg hiện tham gia khu vực đồng euro.
Ngành công nghiệp luyện kim và gang thép tập trung ở vùng Tây Nam. Ngành công nghiệp thực phẩm của Luxembourg bao gồm sữa, thịt chế biến, và rượu. Khu vực kinh tế thứ ba sử dụng 90% lực lượng lao động.

## Địa lý

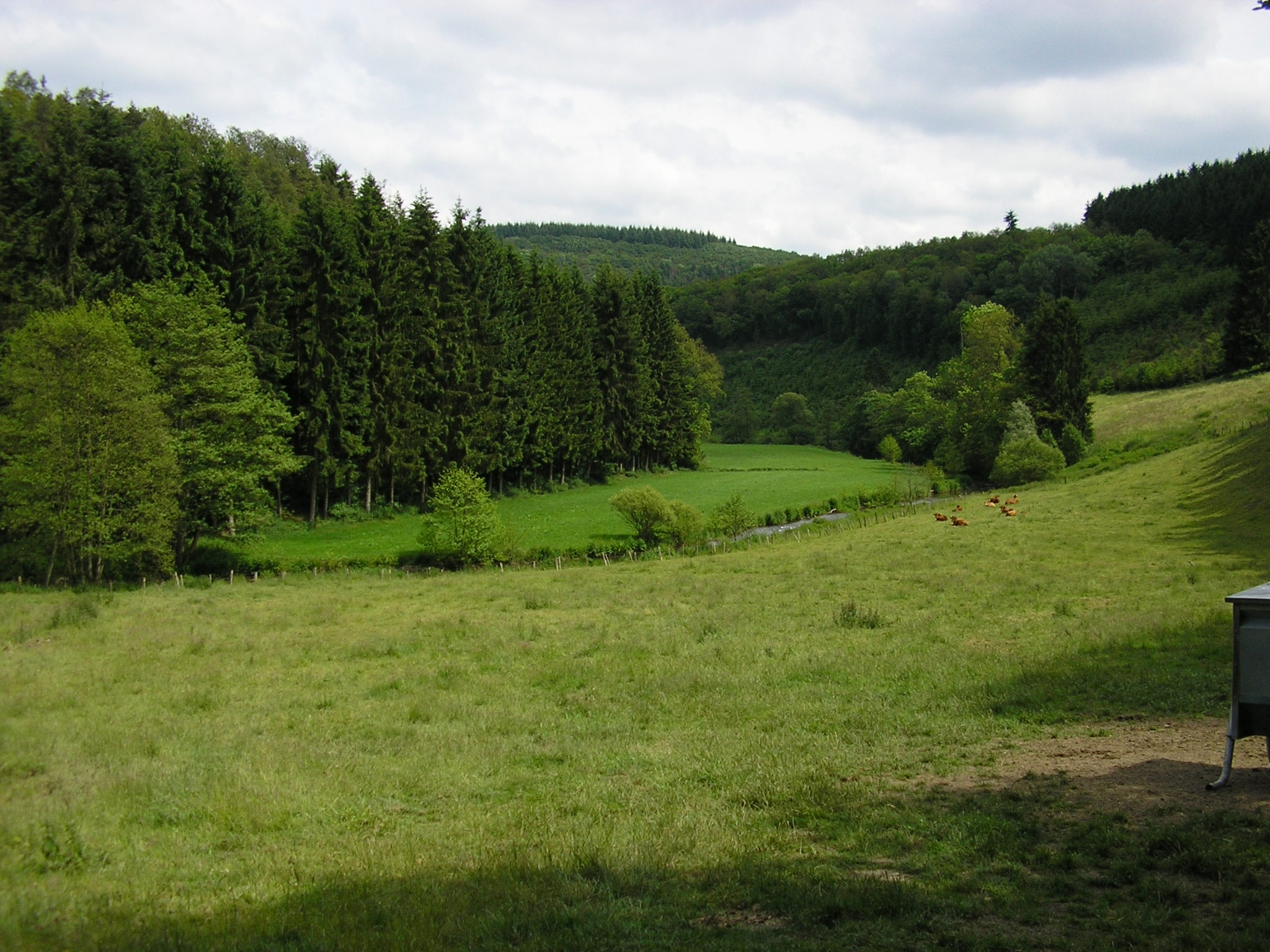
Vùng nông thôn ở Alscheid.

Luxembourg nằm ở Tây Âu giáp với Pháp, Đức, Bỉ. Vùng Osling ở phía Bắc thuộc cao nguyên Ardenne, địa hình lồi lõm, phần lớn là các khu rừng và đồng cỏ, điều kiện thiên nhiên ít ưu đãi hơn. Vùng Gutland ở phía Nam, đất màu mỡ, thích hợp cho việc phát triển nông nghiệp (ngũ cốc, cây ăn quả, hoa, nho và thuốc lá).

## Chính trị
Luxembourg là một nước quân chủ lập hiến đa đảng, có vị quân chủ giữ vị trí nguyên thủ quốc gia với tước hiệu Đại công tước (Groussherzog, tương đương quốc vương) truyền vị theo cha truyền con nối. Theo đó Thủ tướng Luxembourg là người đứng đầu chính phủ. Quyền hành pháp được quy định theo hiến pháp năm 1868 (đã sửa đổi) được thực hiện bởi chính phủ, bởi Đại Công Tước và các Hội đồng Chính phủ (nội các), trong đó bao gồm một thủ tướng và nhiều bộ trưởng khác. Đại Công Tước có quyền giải tán quốc hội và bầu cử lại mới. Các thủ tướng và phó thủ tướng được bổ nhiệm bởi Đại Công Tước sau cuộc bầu cử công khai đến các Viện đại biểu; họ chịu trách nhiệm đối với Viện đại biểu. Quyền lập pháp được trao cho cả chính phủ và quốc hội. Cơ quan tư pháp độc lập với hành pháp và lập pháp.
Cuối năm 2013, Xavier Bettel chiến thắng trong việc tranh cử thủ tướng đã khép lại 18 năm cầm quyền của ông Jean-Claude Juncker - lãnh tụ đảng Cơ đốc Xã hội bảo thủ, đảng nắm quyền gần như liên tục kể từ khi Đệ Nhị Thế Chiến kết thúc. Để có thể giánh được thắng lợi, nhà lãnh đạo trẻ theo xu hướng tự do đã phải liên kết với hai đảng thế tục khác: Đảng Dân chủ và Đảng Xanh.
Chính phủ hiện nay là một liên minh của ba đảng DP (Đảng Dân chủ), LSAP (Đảng Công nhân xã hội chủ nghĩa) và DG (Đảng Xanh). 
Các đảng phái chính trị chính:
- Đảng Dân chủ, đảng cánh hữu theo đường lối tự do.
- Đảng Xanh, chủ trương bảo vệ môi trường.
- Đảng Công nhân Xã hội chủ nghĩa Luxembourg, theo đường lối dân chủ xã hội.
- Đảng Cơ đốc Xã hội, đảng cánh hữu bảo thủ.

### Chính sách đối ngoại
Mục tiêu chính sách đối ngoại của Luxembourg là "Phát huy vai trò trong EU, tham gia vào việc xây dựng một thế giới hoà bình, bảo vệ các giá trị cơ bản, góp phần thúc đẩy kinh tế phát triển. Là nước nhỏ có nền kinh tế mở nên lợi ích của Luxembourg gắn liền với lợi ích của EU. Do vậy, Luxembourg luôn ủng hộ tiến trình xây dựng Liên minh châu Âu, ủng hộ việc mở rộng EU sang Trung Âu và Đông Âu.

### Về chính sách hợp tác phát triển
Tuy là nước nhỏ nhưng Luxembourg rất quan tâm đến hợp tác phát triển. Năm 1998, tổng giá trị ODA của Luxembourg đạt 4,1 tỷ franc Lux (117,5 triệu USD), tương đương 0,61% GNP và 2,25% ngân sách quốc gia; năm 1999 khoảng 4,5 tỷ franc Lux (129 triệu USD). Theo báo cáo ngày 23/4/2008 của Bộ trưởng Hợp tác Phát triển của Luxembourg trước Quốc hội về chính sách viện trợ phát triển của Luxembourg, từ năm 2000, Luxembourg là một trong 5 nước công nghiệp phát triển dành 0,7% thu nhập quốc dân cho viện trợ phát triển, năm 2007 con số này lên đến 0,9% và năm 2008 sẽ đạt 0.91%. Mục tiêu của chính sách hợp tác phát triển của Luxembourg là phục vụ công cuộc xoá đói giảm nghèo, đảm bảo cho sự phát triển bền vững tại các nước đang phát triển, trong đó con người được đặt ở vị trí trung tâm. Ưu tiên từ nay đến năm 2015 là phục vụ cho việc thực hiện cho mục tiêu của Thiên niên kỷ, nhất là những mục tiêu mang tính chất xã hội như y tế, giáo dục, đào tạo... Cho tới nay, viện trợ phát triển của Luxembourg chỉ ưu tiên dành cho 10 nước trong đó có 6 nước thuộc tiểu vùng sa mạc Sahara (Burkina Faso, Cabo Verde, Mali, Namibia, Niger và Sénégal), 2 nước châu Mỹ Latinh (Nicaragua và El Salvador), 2 nước châu Á (Lào và Việt Nam).
Luxembourg cũng tiến hành chiến dịch thông tin đến người dân để họ hiểu và ủng hộ những nỗ lực của Chính phủ trong lĩnh vực hợp tác phát triển. Trong một cuộc thăm dò dư luận tiến hành đầu năm 2003, đại đa số người dân Luxembourg đều ủng hộ chính sách của Chính phủ.

## Dân tộc
Người dân Luxembourg được gọi là Luxembourgers, dân nhập cư tăng lên trong thế kỷ XX do sự xuất hiện của những người nhập cư từ Bỉ, Pháp, Ý, Đức, và Bồ Đào Nha, với phần lớn đến từ sau này. Trong cuộc điều tra dân số năm 2001, đã có 58.657 người nhập cư có quốc tịch Bồ Đào Nha.
Kể từ khi bắt đầu cuộc chiến tranh Nam Tư, Luxembourg đã tiếp nhận nhiều người nhập cư từ các nước Bosnia và Herzegovina, Montenegro và Serbia. Hàng năm, hơn 10.000 người nhập cư mới đến Luxembourg, chủ yếu là từ các quốc gia EU, và Đông Âu. Như năm 2000, đã có 162.000 người nhập cư tại Luxembourg, chiếm 37% tổng dân số. Có khoảng 5.000 người nhập cư bất hợp pháp, bao gồm người tị nạn.
Thành phần dân tộc hiện nay gồm: người Luxembourg (tức người Celt), người Bồ Đào Nha, người Italia, người Montenegro, Albania, Kosovo.

## Giáo dục
Nền giáo dục cơ bản toàn diện và đặc biệt chú trọng vấn đề ngôn ngữ đã giúp người dân Luxembourg trở nên tự tin và dễ dàng hòa nhập nền kinh tế quốc tế. Người dân ở đây có thể sử dụng ba thứ tiếng ngoài tiếng mẹ đẻ, gồm tiếng Đức, tiếng Pháp, và tiếng Anh. Và một điều không giống bất cứ nơi đâu trên thế giới là đất nước này chủ trương chỉ mở một trường đại học. Dĩ nhiên, Luxembourg cũng có trung tâm đào tạo nâng cao, các trường cao đẳng, dạy nghề về du lịch và khách sạn.
Chương trình tiểu học 6 năm, trung học 7 năm. Học sinh tốt nghiệp có thể theo học chương trình cao hơn, tham gia vào các môn học như nhân văn, luật, kinh tế, y học... Nhiều sinh viên ra nước ngoài tu nghiệp. Luxembourg có rất nhiều trường kĩ thuật và hướng nghiệp.

## Ngôn ngữ
Tiếng Luxembourg, tiếng Đức, tiếng Pháp là những ngôn ngữ chính thức.

## Tôn giáo
Khảo sát về tôn giáo ở Luxembourg 2012 

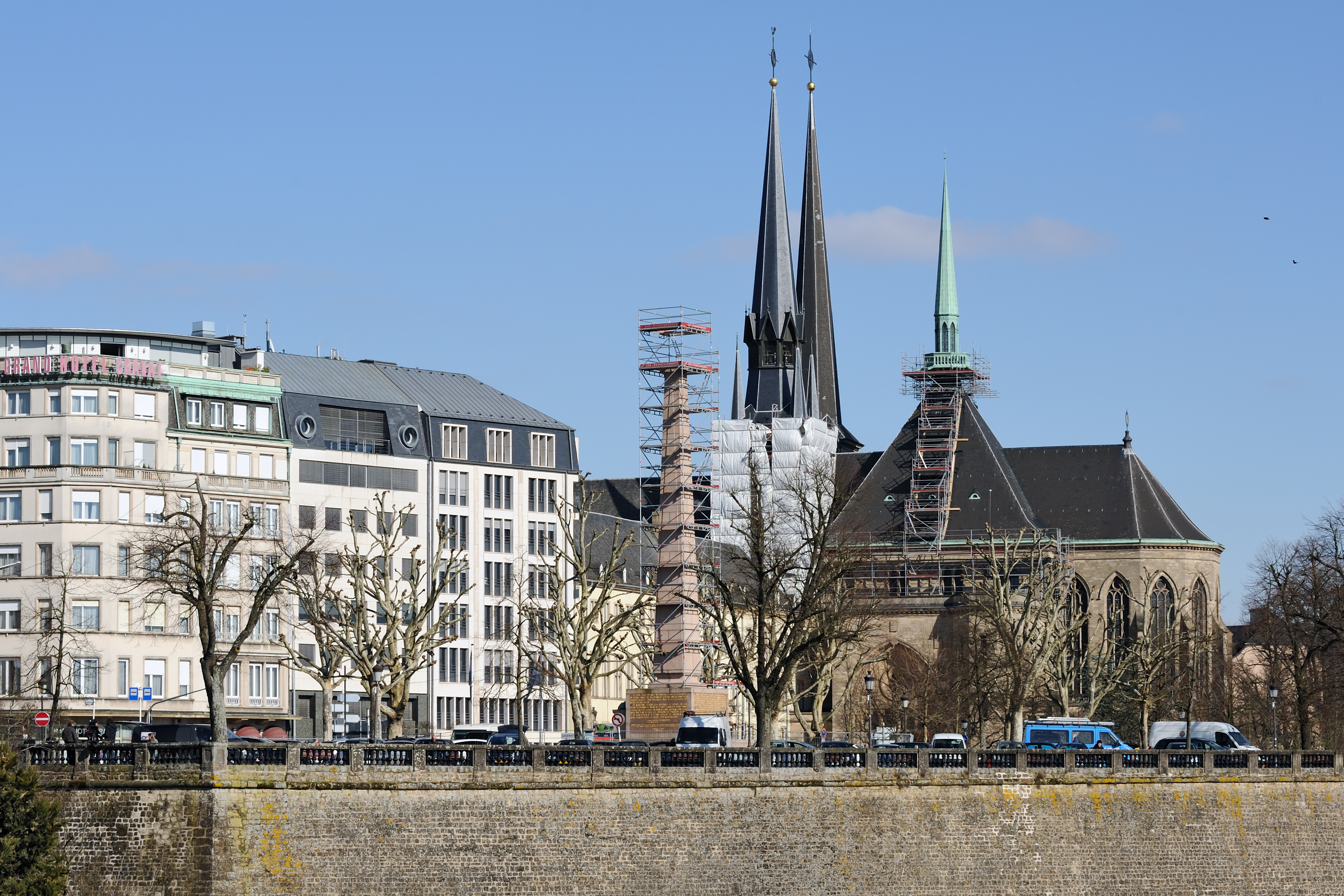
Nhà thờ Đức Bà, Luxembourg.

Luxembourg là một quốc gia thế tục, nhưng nhà nước công nhận một số các tôn giáo chính thức. Điều này cho phép nhà nước có quyền trong việc quản lý tôn giáo và bổ nhiệm hàng giáo sĩ, thay vào đó nhà nước sẽ trả chi phí vận hành tôn giáo và tiền lương của các giáo sĩ. Hiện nay, các tôn giáo được công nhận đó là Công giáo Rôma, Do Thái giáo, Chính Thống giáo Hy Lạp, Anh giáo, Chính Thống giáo Nga, Giáo hội Luther, Tin Lành phái Mennonitism và Hồi giáo.
Một ước tính của The World Factbook năm 2000 cho thấy là 87% dân số Luxembourgers là người Công giáo, trong đó có gia đình hoàng gia, còn lại 13% là người Hồi giáo, Tin Lành, Chính thống giáo, người Do Thái, và những người không tôn giáo. Theo một nghiên cứu Trung tâm nghiên cứu Pew năm 2010, 70,4% dân số là Kitô giáo, Hồi giáo là 2,3%, 26,8% tôn giáo khác và 0,5% không tôn giáo.